# Place de l'Indépendance (Minsk)
Pour les articles homonymes, voir Place de l'Indépendance.
La place de l'Indépendance (biélorusse : плошча Незалежнасцi ; russe : площадь Независимости) est la plus grande place de la ville de Minsk. Construite en 1933 d'après un projet de l'architecte Iossif Langbard, elle portait le nom de « place de Lénine » jusqu'en 1991.
Point de départ de l'avenue de l'Indépendance, la place de l'Indépendance, étendue sur une superficie de 70 000 m2, est bordée par la Maison du Gouvernement (ru), le siège du Comité exécutif de la ville, le bâtiment principal de l'Université biélorusse d'État, l'Université pédagogique biélorusse d'État Maxime Tank (en), l'hôtel « Minsk », la poste centrale (ru), l'église Saint-Siméon-et-Sainte-Hélène et la statue de Lénine.
En souterrain, la place abrite la station de métro « Place de Lénine », le centre commercial « Stolitsa » et un parking de 500 places.

## Histoire

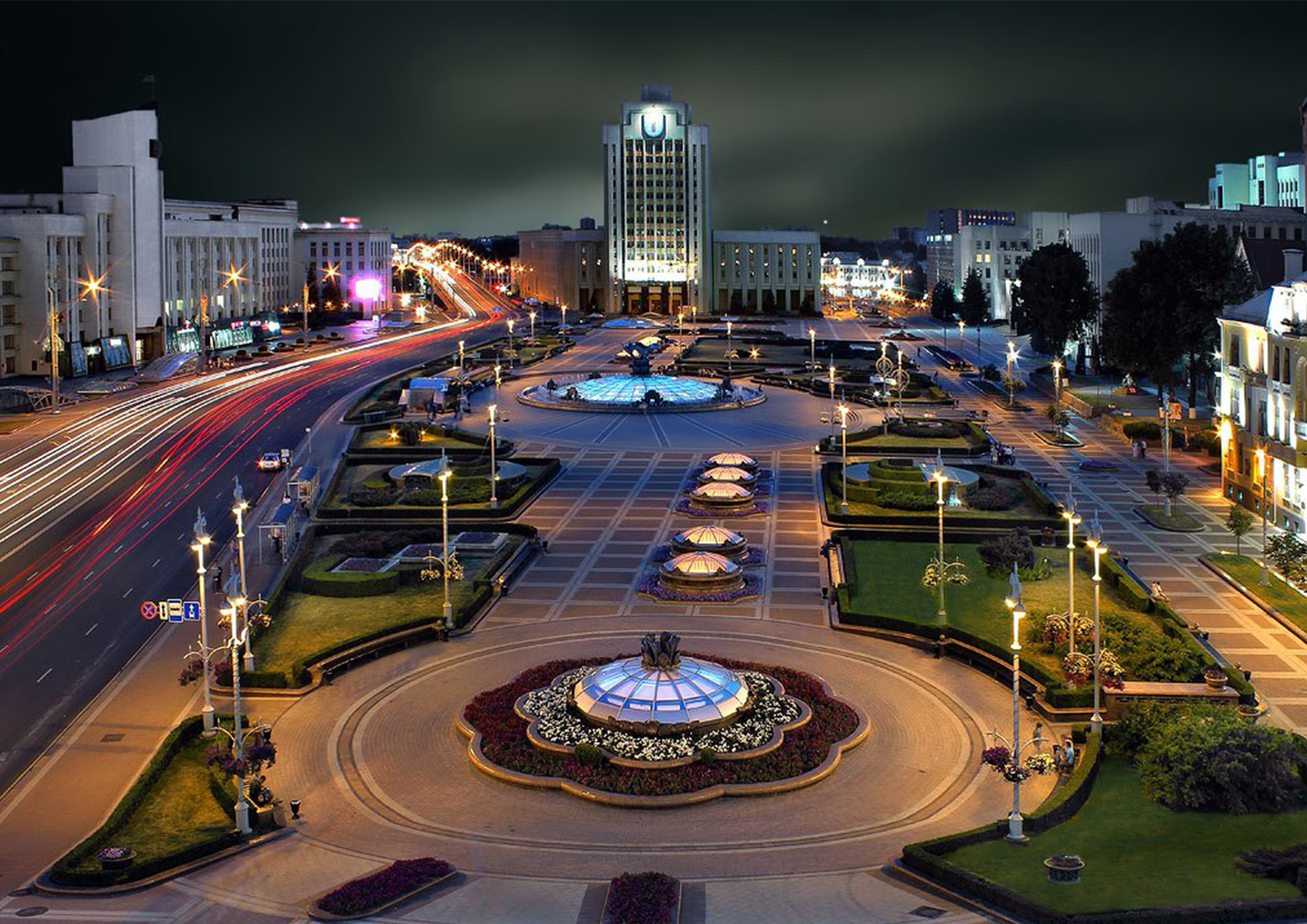
Vue de la place.

Les travaux de construction de la place Lénine, comme elle s'appelle alors, commencent au début des années 1930 d'après un projet de l'architecte Iossif Langbard. Le but est d'en faire la place principale de la capitale de la RSS de Biélorussie.
En 1933, une statue de Lénine du sculpteur Matveï Manizer est érigée devant la Maison du Gouvernement (ru) en construction (fin des travaux en 1935). La base de la statue représente l'allocution de Lénine du 5 mai 1920 lors du départ d'une partie des troupes de l'Armée rouge pour le front polonais.
Les parades de l'Armée rouge se déroulent sur la place Lénine dès 1934.
En 1941, lors de l'occupation allemande de Minsk, la statue de Lénine est détruite. À la libération, le 3 juillet 1944, le gouvernement de la RSS de Biélorussie décide de rétablir la statue . Elle est refondue en avril 1945 dans une usine de Leningrad d'après les modèles conservés dans l'atelier du sculpteur Matveï Manizer et érigée à son ancien emplacement pour les festivités du 1er mai.
La Maison du Gouvernement et l'église Saint-Siméon-et-Sainte-Hélène font partie des rares bâtiments d'avant-guerre de Minsk à n'avoir pas été détruits lors de la Seconde Guerre mondiale.
Au sortir de la guerre, la place est reconstruite d'après le nouveau plan général de la ville. Elle devient le point de départ de l'avenue Staline (aujourd'hui avenue de l'Indépendance) et cède son rôle de place principale de la ville à la Place centrale, où se déroulent à partir des années 1950 les parades, festivités et autres manifestations. Dans les années 1960, la place se présente comme un rectangle de 450 m sur 160 m, autour duquel circule le trafic automobile. La place en elle-même tient alors le rôle de parking et de square. Avec le commencement des travaux du Palais de la République sur la place d'Octobre en 1984, la place Lénine accueille de nouveau les différentes manifestations.
En 1991, la place reçoit le nom de « place de l'Indépendance ».
Des travaux ont lieu entre 2002 et 2006. En surface, la circulation automobile est modifiée et la place se transforme en lieu de détente agrémenté d'une fontaine musicale, tandis que le centre commercial « Stolitsa » et le parking sont construits sous terre.
En décembre 2010 s'est déroulée une importante manifestation de protestation contre les résultats de l'élection présidentielle. De même, lors des manifestations de 2020, le président Loukachenko s'est adressé à ses partisans sur la place quelques heures avant que des dizaines de milliers de manifestants de l'opposition ne commencent à s'y rassembler. 

## Galerie d'images

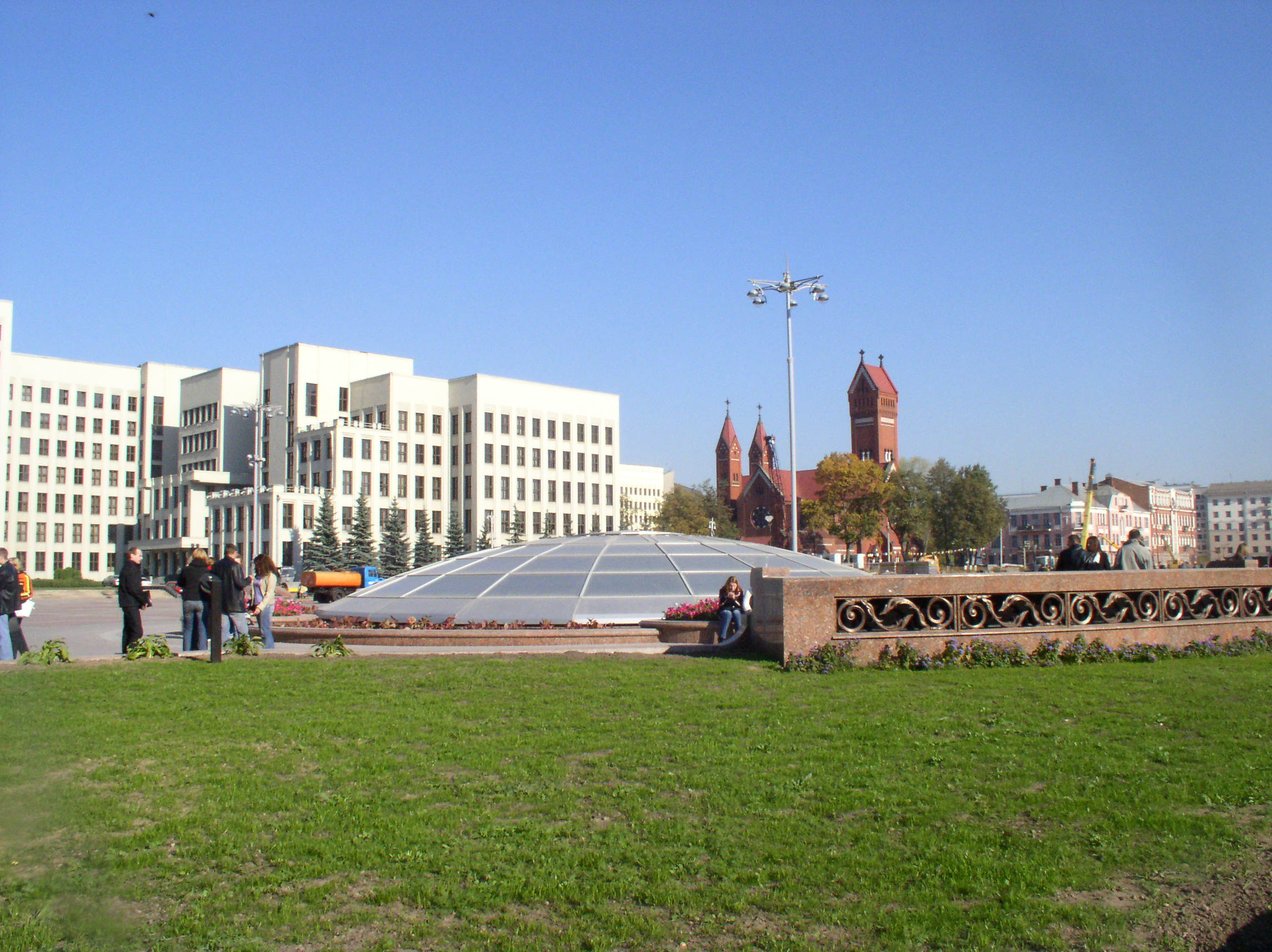
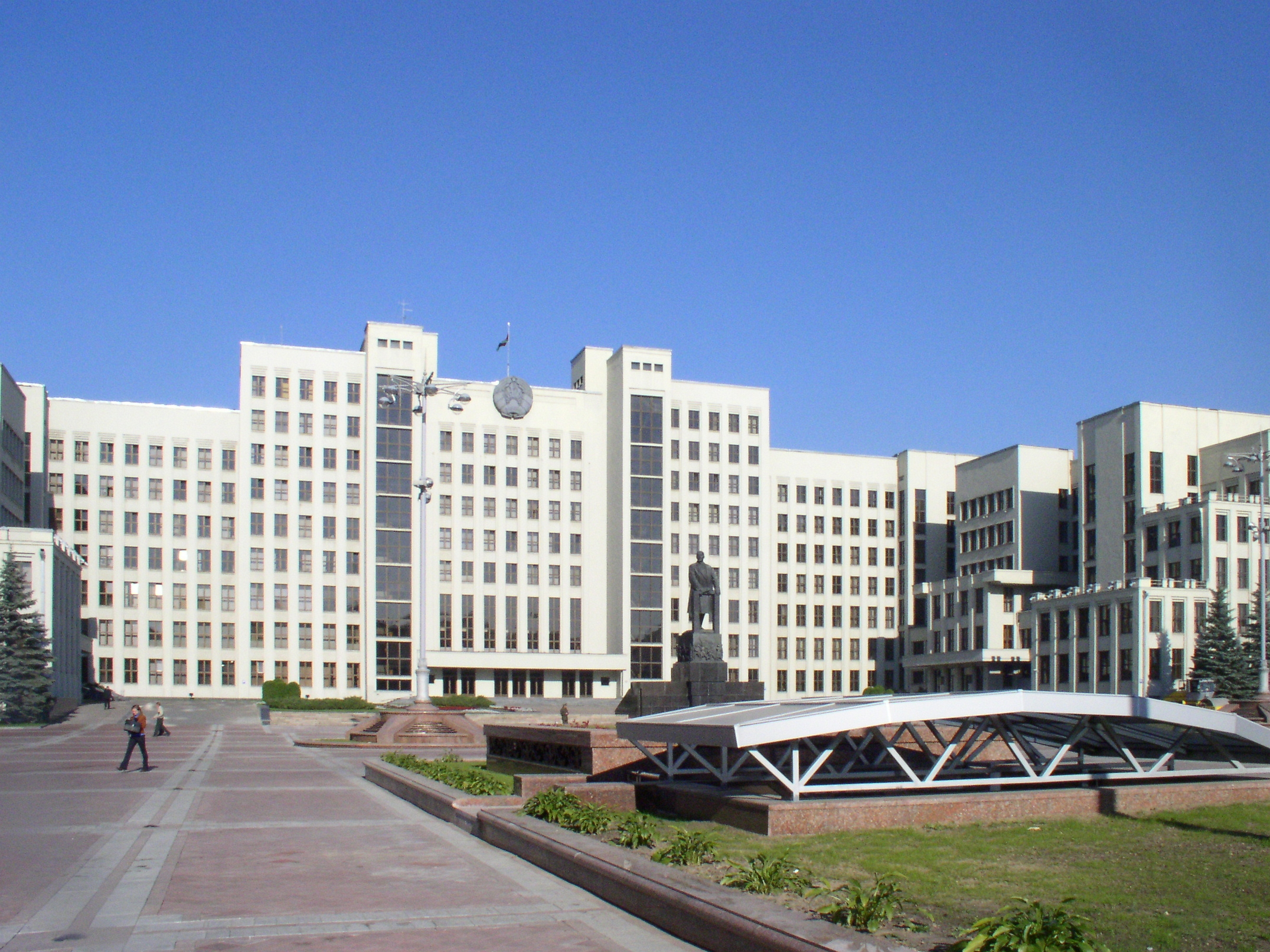
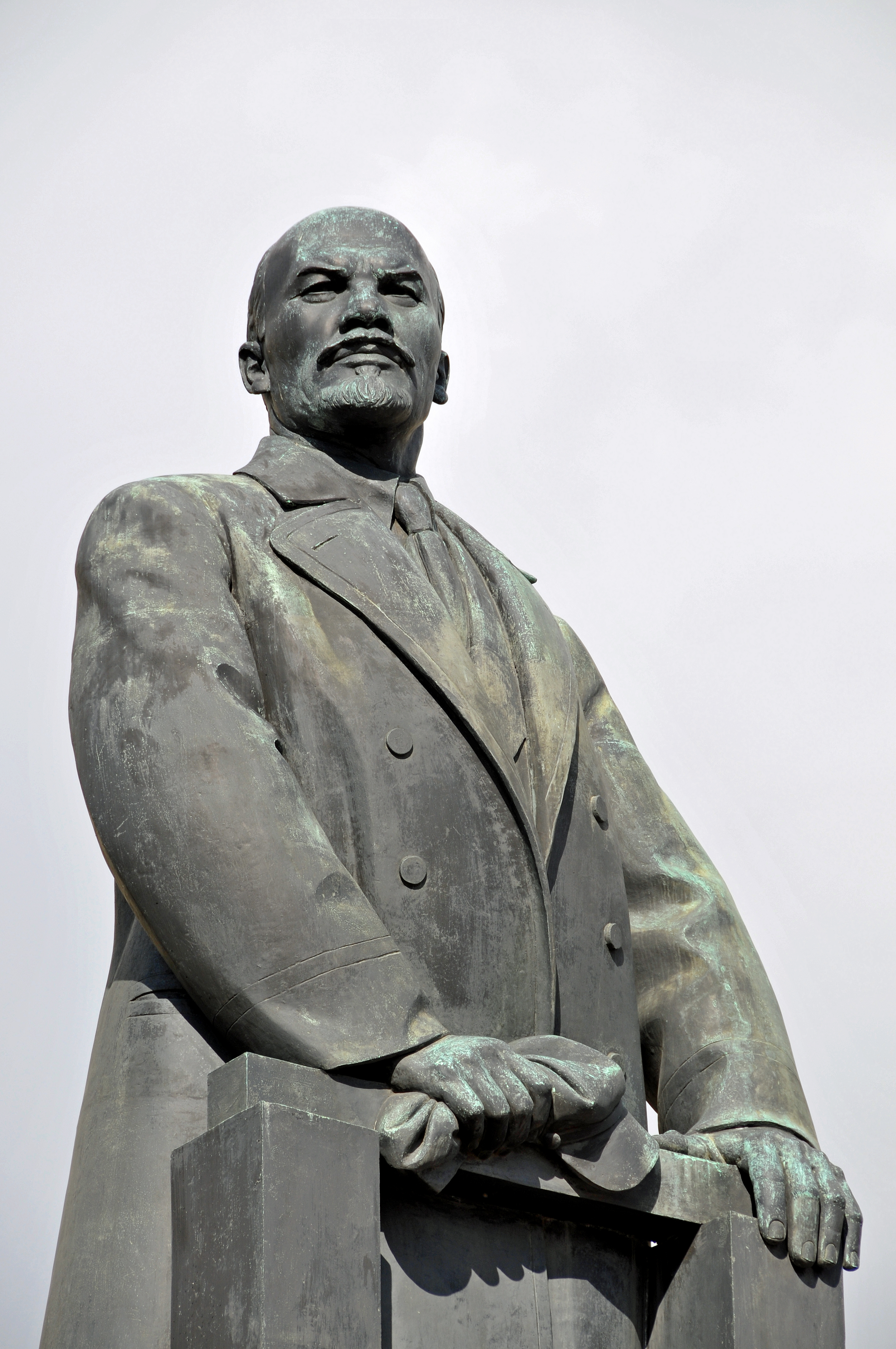
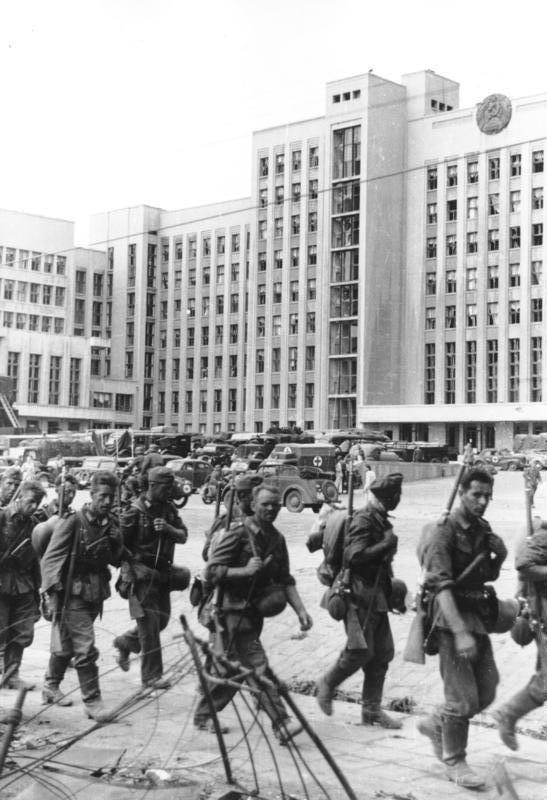

## Bâtiments
| Bâtiment                                                  | Année de construction | Coordonnées                  | Image |
| --------------------------------------------------------- | --------------------- | ---------------------------- | ----- |
| Maison du Gouvernement (ru)                               | 1934                  | 53° 53′ 45″ N, 27° 32′ 53″ E |       |
| Église Saint-Siméon-et-Sainte-Hélène                      | 1910                  | 53° 53′ 47″ N, 27° 32′ 51″ E |       |
| Hôtel « Minsk »                                           | 1967                  | 53° 53′ 48″ N, 27° 33′ 01″ E |       |
| Poste centrale (ru)                                       | 1953                  | 53° 53′ 47″ N, 27° 33′ 05″ E |       |
| Comité exécutif de Minsk                                  | 1964                  | 53° 53′ 43″ N, 27° 32′ 57″ E |       |
| Administration du métro de Minsk                          | 1984                  | 53° 53′ 41″ N, 27° 32′ 54″ E |       |
| Université biélorusse d'État                              | 1961                  | 53° 53′ 38″ N, 27° 32′ 49″ E |       |
| Université pédagogique biélorusse d'État Maxime Tank (en) | 1989–1990             | 53° 53′ 41″ N, 27° 32′ 43″ E |       |